# Liste von Brunnen in Königstein im Taunus
Dies ist eine (unvollständige) Liste von Brunnen in Königstein im Taunus.

## Falkenstein
| Bild | Name                                        | Lage                                | Anmerkung |
| ---- | ------------------------------------------- | ----------------------------------- | --- |
|      | Johannisbrunnen                             | Feldbergstraße/Ecke Scharderhohlweg | Der Sandsteinbrunnen aus dem Jahr 1735 steht seit 1974 auf seinem heutigen Platz am Bürgerhaus. Ursprünglich hatte er zwei Brunnenbecken und Auslaufrohre. |
|      | Brunnen in der Asklepios Klinik Falkenstein | Debusweg 12                         | |
|      | Mühlsteinbrunnen in Alt-Falkenstein         | Alt-Falkenstein 12                  | Am Rand der Straße Alt-Falkenstein sind zwei Mühlsteine der ehemaligen Falkensteiner Untermühle aufgestellt. Der eine Mühlstein ist als Brunnen ausgelegt. |

## Königstein
| Bild | Name                                           | Lage                             | Anmerkung |
| ---- | ---------------------------------------------- | -------------------------------- | --- |
|      | Ellas-Sprudel                                  | Am Ellas-Sprudel                 | Der Ellas-Sprudel wurde 1896 mit Spendengeldern erbaut. Bis 1974 führte er Wasser des Höhenbaches und seitdem Wasser der Wasserleitung. |
|      | Kapuzinerbrunnen                               | Georg-Pingler-Straße             | Am Rande des Geländes des ehemaligen Kapuzinerklosters Königstein befindet sich dieser Brunnen |
|      | Georg-Pingler-Brunnen                          | Kirchstraße/Herzog-Adolph-Straße | An der Stelle des heutigen Brunnen befand sich bis 1913 das Germania-Denkmal, welches an die Ecke Theresenstraße/Limburger Straße verlegt und 1917 eingeschmolzen wurde. Der Frankfurter Bildhauer Schichtel schuf 1913 den denkmalgeschützten Brunnen im Jugendstil. Er erinnert an Georg Pingler. |
|      | Le Cannet-Brunnen                              | Limburger Straße 6               | Le Cannet ist eine Partnerstadt von Königstein. |
|      | Brunnen im Kurpark neben der Villa Borgnis     | Kurpark                          | Der Brunnen im Kurpark neben der Villa Borgnis stammt aus dem Jahr 1926. |
|      | Le Mêle-sur-Sarthe-Brunnen                     | Hof des Rathauses                | Der Brunnen ist ein Geschenk von Falkensteins Partnerstadt Le Mêle-sur-Sarthe anlässlich des 30-jährigen Partnerschaftsjubiläums und steht seit 1999/2000 auf dem Platz vor dem Rathaus. Im Jahr 2025 erfolgt eine Sanierung für 12.000 €.                                                          |
|      | Thewaltstraßenbrunnen                          | Thewaltstraße                    | Am Ende der Sackgasse Thewaltstraße befindet sich eine Treppenanlage, die zur Wiesbadener Straße herunterführt. In diese ist ein kleiner Brunnen integriert. |
|      | Brunnen Hauptstraße                            | Hauptstraße 49                   | Die historischen Brunnenplatten des Brunnens stehen unter Denkmalschutz. |
|      | Brunnen im Brunnenhof des Sanatorium Kohnstamm | Ölmühlweg 12                     | |
|      | Nepomuk-Quelle                                 | Ölmühlweg, außerhalb des Ortes   | Die Nepomuk-Quelle am Ölbergweg ist eine in einem Rohr gefasste Quelle. Das Wasser wird regelmäßig in großen Mengen von Familien mit Migrationshintergrund gezapft, weist aber chemisch keine Besonderheiten auf.                                                                                   |
|      | Europakreisel-Springbrunnen                    | Europakreisel (B8)               | In der Mitte des Europakreisels befindet sich ein Springbrunnen. |
|      | Pulverbrunnen                                  | Woogtal                          | Pulverbrunnen im Woogtal. |
|      | Säulenbrunnen im Kurpark                       | Kurpark                          | |
|      | Pumpbrunnen in der Gerichtstraße               | Gerichtstraße 23                 | |
|      | Brunnen vor der KVB-Klinik                     | Sodener Straße                   | |